# Municipio de Big Creek (condado de Sebastian)
El municipio de Big Creek (en inglés: Big Creek Township) es un municipio ubicado en el condado de Sebastian en el estado estadounidense de Arkansas. En el año 2010 tenía una población de 3715 habitantes y una densidad poblacional de 66,33 personas por km².

## Geografía
El municipio de Big Creek se encuentra ubicado en las coordenadas 35°20′35″N 94°10′55″O / 35.34306, -94.18194. Según la Oficina del Censo de los Estados Unidos, el municipio tiene una superficie total de 56,01 km², de la cual 52,45 km² corresponden a tierra firme y (6,36%) 3,56 km² es agua.

## Demografía
Según el censo de 2010, había 3715 personas residiendo en el municipio de Big Creek. La densidad de población era de 66,33 hab./km². De los 3715 habitantes, el municipio de Big Creek estaba compuesto por el 94,54% blancos, el 0,35% eran afroamericanos, el 2,1% eran amerindios, el 0,3% eran asiáticos, el 0,03% eran isleños del Pacífico, el 0.81% eran de otras razas y el 1,88% pertenecían a dos o más razas. Del total de la población el 2,21% eran hispanos o latinos de cualquier raza.